# Маргарет Бол
Маргарет Елизабет Бол (на английски: Margaret Ball) е американска писателка, авторка на бестселъри в жанровете исторически и съвременен романс, научна фантастика и романтично фентъзи. Пише и под псевдонимите Кейт Аштън (на английски: Kate Ashton), Катлийн Фрейзър (на английски: Kathleen Fraser), Катрин Линдел (на английски: Catherine Lyndell).

## Биография и творчество
Родена е на 7 ноември 1947 г. в Тексас, САЩ. В ранната си възраст първо чете много криминалистика, след това научна фантастика, и други автори като Джейн Остин и Ръдиард Киплинг.
Завършва Университета на Тексас в Остин с бакалавърска степен по математика и с докторска степен по лингвистика. След дипломирането си работи като преподавател в Калифорнийския университет в Лос Анджелис и като разработчик на компютърен софтуер. Била е стипендиант на Фулбрайт в Африка две години, където учи суахили.
В началото на 1980-те години започва да пише едновременно исторически романи и съвременни романси. Поради разликата в жанровете пише под различни псевдоними.
През 1990-те изоставя романтичната литература и се насочва към фантастиката и фентъзито. През 2005 г. прекратява писателската си кариера и се увлича от направата на ръчно изработени накити, одеяла и други украшения.
Маргарет Бол живее със съпруга си и двете си деца в Остин, Тексас.

## Произведения

### Като Маргарет Бол

#### Самостоятелни романи
- The Shadow Gate (1991)
- No Earthly Sunne (1994)
- Lost in Translation (1995)
- Mathemagics (1996)
- Disappearing Act (2004)
- Duchess of Aquitaine (2006)

#### Серия „Тамай“ (Tamai)
1. Flameweaver (1991)
2. Changeweaver (1993)

#### Участие в общи серии с други писатели

##### Серия „Браяншип“ (Brainship)
2. Partnership (1992) – с Ан Макафри
от серията има още 6 романа от различни автори

##### Серия „Акорна“ (Acorna) – сАн Макафри
1. Acorna: The Unicorn Girl (1997)
2. Acorna's Quest (1998)

от серията има още 5 романа от Ан Макафри с Елизабет Ан Скарбъроу

#### Разкази
- Joyful All Ye Nations Rise (1993)
- Sikander Khan (1993)
- Ballad of the Outer Life (1995)
- Career Day (1995)
- A Hole in the Sky (1996)
- La Curandera (1996)
- Shell Game (1999)
- Fun with Hieroglyphics (2000)

### Като Кейт Аштън

#### Самостоятелни романи
- Surgeon in Danger (1983)
- Sunset and Dawn (1985)
- Snow Sister (1985)
- Midwife Melanie (1985)
- Dear Dr. Sassenach (1987)

### Като Катлийн Фрейзър

#### Самостоятелни романи
- Господарката на замъка, Highland Flame (1984)
- My Brazen Heart (1985)
- Love's Redemption (1986)
- Love's Tender Promise (1986)
- Passage to Paradise (1987)

### Като Катрин Линдел

#### Самостоятелни романи
- Alliance of Love (1984)
- Masquerade (1984)
- Captive Hearts (1985)
- Vows Of Desire (1985)
- Ariane (1987)
- Tapestry of Pride (1987)
- Border Fires (1989)
- Stolen Dreams (1989)
- Journey to Desire (1991)
- Midsummer Rose (1992)